# Irídia
Irídia - Centre per la defensa dels Drets Humans és una associació que treballa per la defensa dels drets humans a Catalunya, centrada sobretot en els drets civils i polítics. L'entitat va néixer l'any 2015 a Barcelona amb els objectius de donar suport jurídic i psicosocial a les víctimes de violacions de drets humans en l'àmbit de l'administració i de fer pressió a les institucions perquè duguin a terme els canvis legislatius i polítics perquè aquestes no es repeteixin. Està formada per un equip d'advocats, psicòlegs, periodistes, politòlegs i sociòlegs.
L'associació s'ha mostrat públicament crítica amb l'actuació policial durant l'1 d'octubre de 2017 i ha presentat diverses querelles contra aquesta actuació. El desembre de 2018 Irídia va ser una de les entitats que van impulsar la plataforma International Trial Watch per gestionar i facilitar la presència d'observadors nacionals i internacionals al judici del procés, amb l'objectiu de redactar informes en què es determini si s'han respectat la imparcialitat i la independència del tribunal i els drets humans de les persones acusades.
L'abril de 2018 Irídia va participar en la campanya «Demà pots ser tu» de denúncia del que les entitats membres van qualificar de "persecució de la dissidència" a Espanya, en col·laboració amb Òmnium Cultural, l'Institut de Drets Humans de Catalunya, l'Institut Internacional per l'Acció Noviolenta i FundiPau.
L'any 2019 Irídia va ser una de les entitats impulsores de la campanya “Actualització pendent”, per denunciar les traves que pateix la població migrant o racialitzada, juntament amb altres organitzacions com Intermón Oxfam i activistes com Carmen Juares o la campiona mundial de Kendo Zenib Laari. Com a part de la campanya, es van organitzar actes a Madrid i a Barcelona. L'entitat col·labora habitualment amb la plataforma Tanquem els CIE, que treballa per aconseguir el tancament dels Centres d'Internament d'Estrangers i la fi de les deportacions forçades.